# Latastia
Latastia is een geslacht van hagedissen uit de familie echte hagedissen (Lacertidae).

## Naam en indeling
De wetenschappelijke naam van de groep werd voor het eerst voorgesteld door Jacques von Bedriaga in 1884. Er zijn tien soorten, veel soorten werden vroeger tot de woestijnhagedissen (Eremias) gerekend.

## Uiterlijke kenmerken
De verschillende soorten hebben een verhoudingsgewijs zeer lange staart. In de Engelse taal worden ze wel 'langstaarthagedissen' genoemd. Sommige soorten wordt ongeveer 20 centimeter lang maar de soort Latastia longicaudata kan veertig centimeter bereiken.
Andere kenmerken zijn een smal en fijngebouwd lichaam. Veel soorten hebben een bruine lichaamskleur met een patroon van vlekjesrijen of strepen. Over een aantal soorten is veel bekend, omdat ze weleens opduiken in de handel in exotische dieren.

## Verspreiding en habitat
Alle soorten leven in delen van Afrika, veel soorten zijn te vinden rond Somalië en Tanzania, maar sommige komen noordelijker voor tot in Egypte. De landen waar de hagedissen voorkomen zijn Centraal-Afrikaanse Republiek, Congo-Kinshasa, Djibouti, Egypte, Eritrea, Ethiopië, Guinee, Guinee-Bissau, Jemen, Kameroen, Kenia, Mali, Mauritanië, Mozambique, Niger, Senegal, Somalië, Tanzania, Zambia en Zimbabwe.
De habitat verschilt sterk per soort, sommige soorten komen voor in tropische tot subtropische bossen, anderen in woestijnachtige gebieden of in scrubland.

## Levenswijze
De verschillende soorten kunnen razendsnel over het zand rennen waarbij de staart omhoog wordt gehouden. De hagedissen zijn in staat om zeer snel te graven. Het voedsel bestaat uit insecten en andere ongewervelden. De vrouwtjes zetten eieren af op de bodem.

## Beschermingsstatus
Door de internationale natuurbeschermingsorganisatie IUCN is aan drie soorten een beschermingsstatus toegewezen. Eén soort wordt als 'veilig' beschouwd (Least Concern of LC) en drie soorten staan te boek als 'onzeker' (Data Deficient of DD).

## Soorten

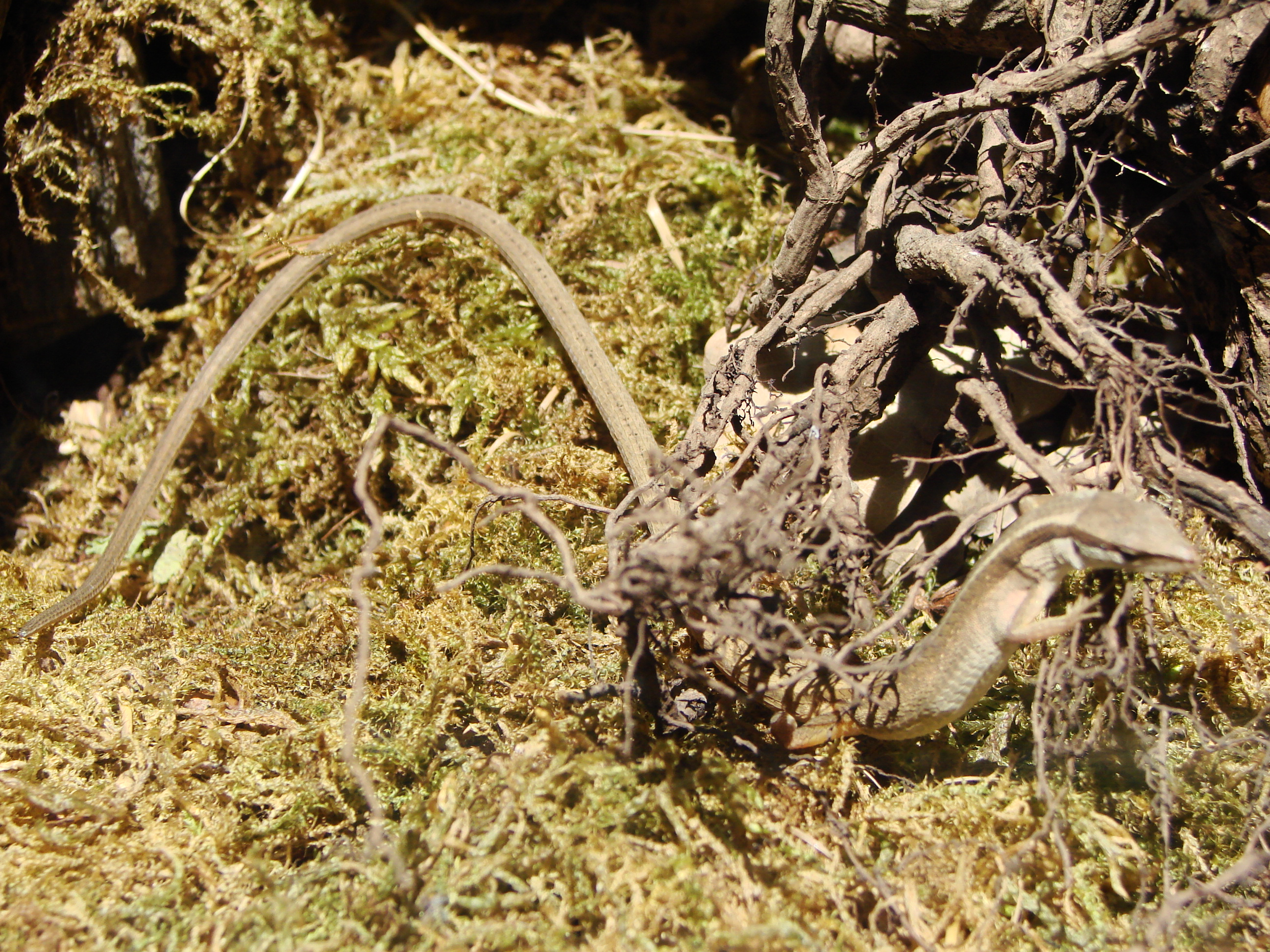
Latastia longicaudata waarbij de lange staart goed is te zien.

Het geslacht omvat de volgende soorten, met de auteur en het verspreidingsgebied.
| Naam                      | Auteur                         | Verspreidingsgebied |
| ------------------------- | ------------------------------ | --- |
| Latastia boscai           | Bedriaga, 1884                 | Djibouti, Eritrea, Ethiopië, Somalië                                                                                                   |
| Latastia caeruleopunctata | Parker, 1935                   | Ethiopië, Kenia |
| Latastia cherchii         | Arillo, Balletto & Spanò, 1967 | Somalië |
| Latastia doriai           | Bedriaga, 1884                 | Djibouti, Eritrea, Ethiopië |
| Latastia johnstonii       | Boulenger, 1907                | Congo-Kinshasa, Malawi, Mozambique, Tanzania, Zambia, Zimbabwe, mogelijk in Kenia                                                      |
| Latastia longicaudata     | Reuss, 1834                    | Centraal-Afrikaanse Republiek, Djibouti, Egypte, Ethiopië, Jemen, Kameroen, Kenia, Mali, Mauritanië, Niger, Senegal, Somalië, Tanzania |
| Latastia ornata           | Monard, 1940                   | Guinee-Bissau |
| Latastia petersiana       | Mertens, 1938                  | Somalië |
| Latastia siebenrocki      | Tornier, 1905                  | Guinee |
| Latastia taylori          | Parker, 1942                   | Somalië |